# Григорий (Боришкевич)
Архиепи́скоп Григо́рий (в миру Гео́ргий Ива́нович Боришке́вич; 18 (30) апреля 1889, местечко Межирич, Ровенский уезд, Волынская губерния — 13 (26) октября 1957, Чикаго, Иллинойс, США) — епископ Русской православной церкви, архиепископ Чикагско-Детройтский и Среднего Запада.

## Биография
В 1904 году закончил местную церковную школу, а в 1910 году — Волынскую духовную семинарию. Продолжил обучение в Казанской Духовной Академии, которую окончил со степенью кандидата богословия в июле 1914 года.
Архиепископ Волынский Антоний (Храповицкий) благословил Георгия Боришкевича готовиться к священству.
Пострижен в чтецы архиепископом Евлогием (Георгиевским). Служил в храме Св. Павла в Житомире.
После женитьбы на Ангелине Васильевне Загоровской, 30 января 1916 года поставлен в диаконы епископом Владимирско-Волынским Фаддеем (Успенским). 2 февраля рукоположён в священники архиепископом Евлогием (Георгиевским).
После рукоположения занимал различные учительские и административные должности в учебных заведениях епархии. преподавал Закон Божий, литургику, русский язык и русскую историю.
22 марта 1916 года назначен законоучителем и инспектором классов Волынского Виталиевского епархиального женского училища.
Овдовел в 1920 году. В том же году назначен настоятелем храма Св. Иоанна Богослова в Борисовиче. К тому моменту эти земли вошли в состав новообразованного польского государства.
В 1922 году возведён в сан протоиерея.
В 1924 году митрополитом Дионисием (Валединским) назначен благочинным ряда приходов новообразованной Польской Православной Церкви.
С 1927 года — настоятель собора во Владимире-Волынском.
С 1932 — настоятелем собора в Кременце.
С 1 января 1939 года — настоятель Покровского собора в Гродно.
В 1942 году архиепископ Гродненский Венедикт (Бобковский) предложил овдовевшего митрофорного протоиерея Георгия Боришкевича в качестве кандидата в епископы для автономной Белорусской Церкви.
В 1943 году митрофорный протоиерей Георгий Боришкевич принял постриг с именем Григорий, в честь Св. Григория Нисского. 18 сентября возведён в сан иеромонаха, а 19 сентября — архимандрита.
21-26 октября 1943 года совместно с архиепископом Венедиктом (Бобковским) участвовал в совещании епископов РПЦЗ в Вене, который не признал избрание митрополита Сергия патриархом.
24 октября 1943 года в Свято-Николаевском соборе хиротонисан в епископа Гомельского и Мозырского автономной Белорусской Церкви с оставлением настоятелем Гродненского кафедрального собора. Чин хиротонии совершили Первоиерерх РПЦЗ Митрополит Анастасий (Грибановский), митрополит Парижский Серафим (Лукьянов), митрополит Берлинский Серафим (Ляде), епископ Пражский Сергий (Королёв), епископ Гродненский Венедикт (Бобковский), епископ Венский Василий (Павловский) и епископ Потсдамский Филипп (фон Гарднер). В епархии он не был из-за близости фронта.
7 июля 1944 году эмигрировал в Германию вместе с епископатом Белорусской Православной Церкви.
В апреле 1946 года в Мюнхене состоялся Архиерейский Собор Русской Церкви Заграницей. На этом соборе Белорусские иерархи (а также несколько иерархов автономной Украинской Церкви) были приняты в Русскую Церковь Заграницей. На этом же соборе в Мюнхене Владыка Григорий сделал развернутый доклад и изложил план устройства семинарии Русской Церкви Заграницей в Западной Европе. Однако, вследствие массового исхода православных верующих из Европы в первые послевоенные годы, эти планы так и не претворились в жизнь.
После воссоединения с Русской Церковью Заграницей назначен епископом Бамбергским, викарием Берлинской и Германской епархии. Был настоятелем церкви при лагере для перемещённых лиц в Бамберге и управляющим лагерными приходами в провинции Верхняя Франкония (Оберфранкен).
С 1947 года — епископ Монреальский и Восточно-Канадский. В 1950 году переселился в Канаду.
С 15 декабря 1950 года — постоянный член Архиерейского Синода РПЦЗ.
В 1952 году возведён в сан архиепископа.
26 февраля 1954 года был переведён на Чикагско-Кливлендскую епархию.
В 1957 году, после кончины Архиепископа Детройтского и Флинтского Иеронима (Чернова), его епархия, включавшая в себя четыре прихода, была присоединена к Чикагско-Кливлендской Епархии и архиепископ Григорий получил титул «архиепископ Чикагско-Детройтский и Среднего Запада».
Скончался 13/26 октября 1957 года от рака. Погребён на монашеском кладбище Свято-Троицкого монастыря в Джорданвилле.

## Сочинения
- «Значение церковных реформ Петра 1 с истории Русской Церкви». Кандидатское сочинение.
- Указ на лит. См. «Прав. Собес.» 1915, ноябрь-декабрь, с. 282 (отчет).
- Беседа со старообрядцами о Символе Веры. «Изв. Каз. Еп.» 1912, № 3, с. 84-87.